# Chilla Saroda Bangar
Chilla Saroda Bangar es una ciudad censal situada en el distrito de Delhi oriental,  en el territorio de la capital nacional,  Delhi (India). Su población es de 83217 habitantes (2011). 

## Demografía
Según el censo de 2011 la población de Chilla Saroda Bangar era de 83217 habitantes, de los cuales 44672 eran hombres y 38545 eran mujeres. Chilla Saroda Bangar tiene una tasa media de alfabetización del 87,77%, superior a la media estatal del 86,21%: la alfabetización masculina es del 92,98%, y la alfabetización femenina del 81,70%.